# Casa museo Antonio Gramsci
La Casa museo Antonio Gramsci è una casa museo che si trova nel centro storico di Ghilarza, in una modesta abitazione in basalto di fine Ottocento.

## Storia
Antonio Gramsci nacque ad Ales nel 1891 e morì Roma il 27 aprile del 1937, fu uno dei fondatori del Partito comunista italiano, dirigente politico e filosofo tra i maggiori del Novecento. Gramsci visse a Ghilarza, tra il 1898 ed il 1914, essendo Ghilarza il paese della madre. La Casa museo Antonio Gramsci venne acquistata dal PCI nel 1965 e successivamente divenne sede degli "Amici della Casa Gramsci". Negli anni settanta e ottanta divenne luogo di scambi culturali. Nel 2016 è stata dichiarata monumento nazionale.

## Le attività e l'esposizione museale
La Casa Gramsci è oggi fondamentalmente un centro di documentazione e ricerca e sede di attività museali. Vi trova collocazione un itinerario sulla vita di Gramsci in Sardegna, gli studi, compresa l'Università, il pensiero, l'attività giornalistica e politica, la carcerazione e morte.
Il museo è articolato in 6 sale: 3 nel piano terra, 3 nel piano superiore, più giardino e saletta. La casa è oggi anche uno spazio espositivo per mostre temporanee.

### Piano terra
Il piano terra è composto da un ingresso, tre ambienti e un cortile. Nella prima stanza è riprodotta su supporto in plexiglas la lettera scritta il 10 maggio del 1928 alla madre, nella quale ricorda di essere un detenuto politico e di scontare la pena per le sue opinioni. Segue quella che un tempo era la cucina, col soffitto a cannitzada tipico delle antiche case sarde ed il pozzo nascosto dietro uno sportello a due ante.

### Primo piano
Una scala conduce dall'ingresso al piano superiore, dove un percorso didattico costituito da immagini, fotografie, effetti personali e documenti ci mostra la sua vita. Gli anni dell'adolescenza a Ghilarza, quelli della militanza politica e quindi la condanna, carcerazione e morte. Qui vi è anche il calco della sua maschera funebre. In una terza stanza troviamo la camera da letto di Gramsci col soffitto a “cannitzada” e una piccola finestra che si affaccia al cortile.